# Синт-Мартен

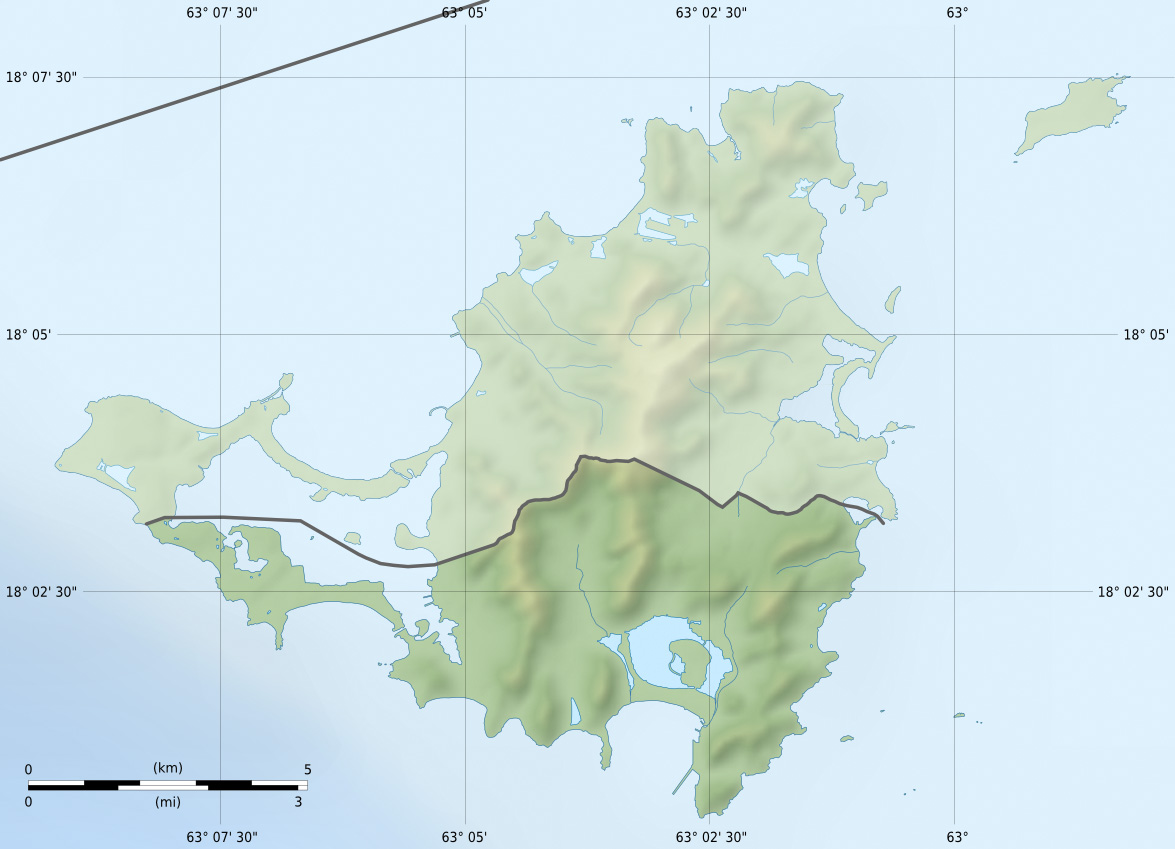
Синт-Мартен

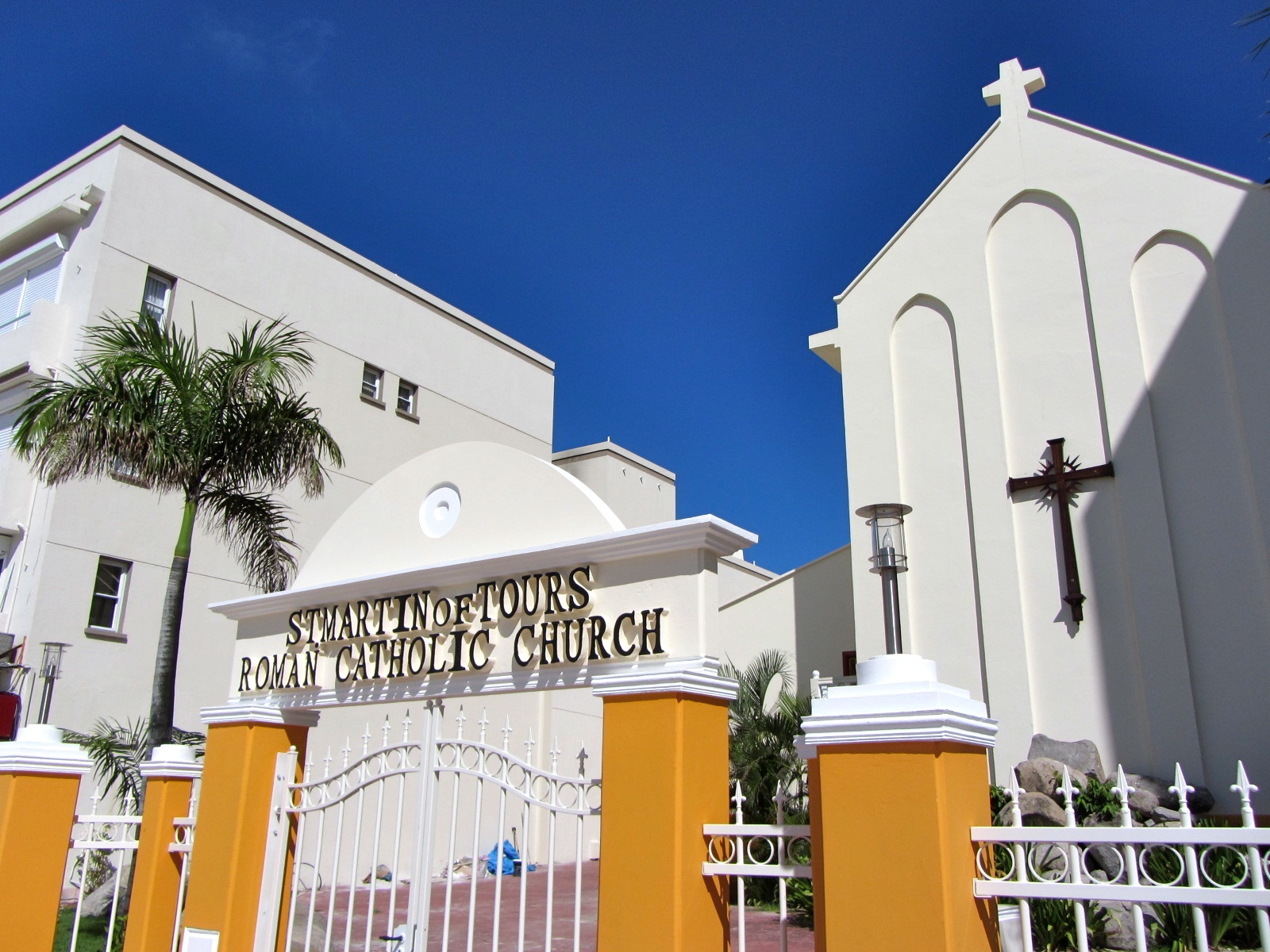
Церковь Святого Мартина в городе Филипсбург

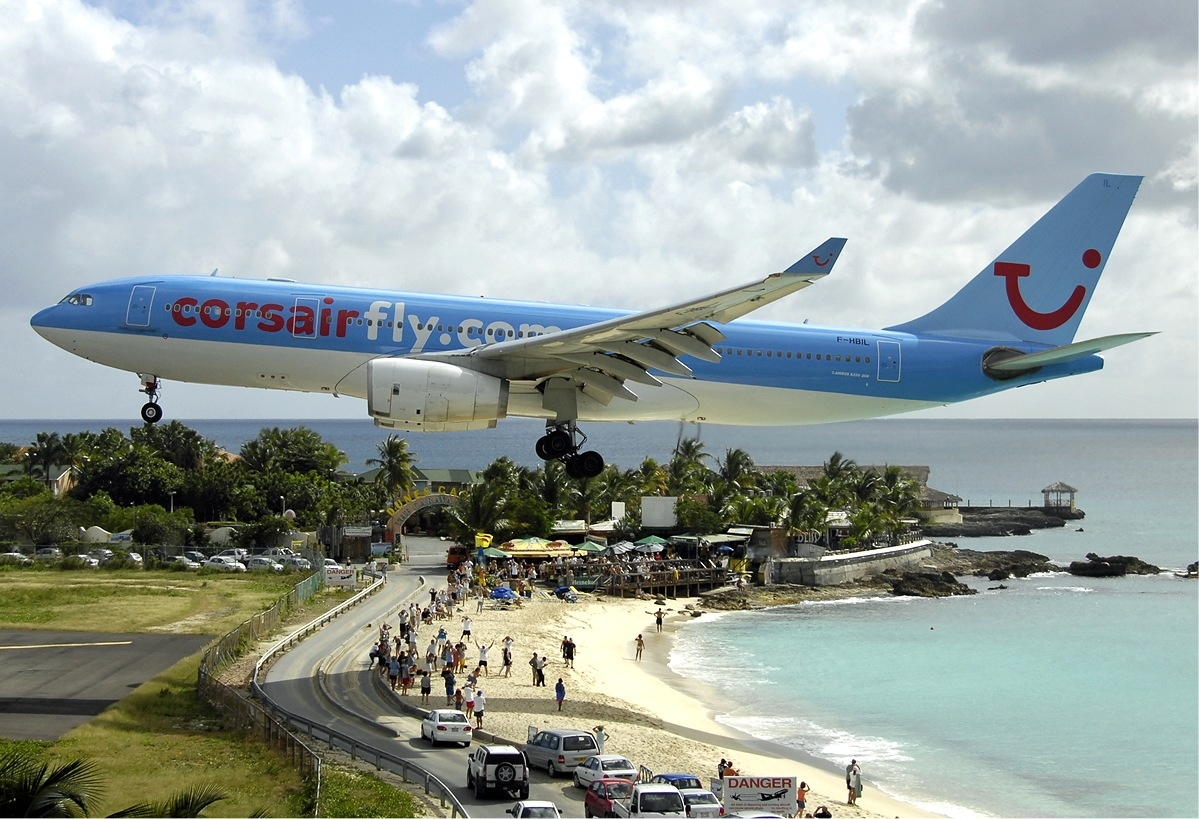
Airbus пролетает в считанных метрах от туристов, отдыхающих на пляже Махо.

Синт-Ма́ртен (нидерл. Sint Maarten, МФА: [sɪnt ˈmaːrtə(n)]) — самоуправляемое государственное образование со значительной автономией (status aparte) в составе Королевства Нидерландов.
Расположено в южной части острова Сен-Мартен (на северной части острова находится французское владение Сен-Мартен). Административный центр — Филипсбург. Официальные языки — нидерландский и английский.
До 10 октября 2010 года Синт-Мартен входил в состав Нидерландских Антильских островов.

## Физико-географическая характеристика

### Географическое положение
Граничит на севере с французским Сен-Мартеном (граница протяженностью 10,5 км), на востоке имеет морскую границу с Сен-Бартельми. Площадь — 34 км².

### Рельеф
Изрезанное побережье Синт-Мартена длинной полосой тянется на северо-запад, образуя длинную и узкую косу, отделяющую от моря лагуну Симпсон-Бей — один из крупнейших внутренних водоёмов Карибского моря. Южная часть острова почти на 20 процентов занята обширной засоленной областью Грейт-Салт-Понд, а севернее тянутся невысокие холмистые области, прилегающие к границе французской части острова, спускающиеся двумя невысокими грядами Сентри-Хилл (344 м) и Уильямс-Хилл (264 м) к пологому южному побережью, изрезанному обширными лагунами и узкими глубокими заливами. Самый заметный ориентир Синт-Мартена — потухший вулкан Маунт-Флагстафф (386 м). Многочисленные солёные лагуны и множество мелких островов: Пеликан-Ки (Гуана-Ки), Литтл-Ки, Молли-Беди, Хен и Чикен обрамляют береговую черту Синт-Мартена. В отличие от других островов группы, здесь есть множество протяжённых песчаных берегов, особенно в южных и западных частях острова, причём в лагунах пляжи простираются на всю ширину наносных песчаных кос, отделяющих их от моря.

### Климат
Климат нидерландской части острова тропический морской, пассатный. Средняя температура летом (июнь — сентябрь) составляет около +27 °С, зимой (декабрь — февраль) — +25 °С, при этом суточные перепады температур крайне незначительны — столбик термометра по ночам редко опускается ниже +20 °С даже в зимний период. Большую часть года стоит тёплая и комфортная погода с минимальной разницей температур между сезонами.
Количество осадков варьирует от 280 мм на западных берегах до 1000 мм на северо-восточных склонах прибрежных возвышенностей. Среднегодовое количество осадков до 700 мм (максимум приходится на период с мая по октябрь-ноябрь). Северо-восточные пассаты, дующие с Атлантического океана, приносят частые и мощные дожди.
Относительная влажность воздуха довольно постоянна в течение всего года и составляет в среднем 76 %.
Сен-Мартен может подвергаться воздействию ураганов, наиболее вероятных в период с июля-августа по октябрь, так как лежит на юго-восточной периферии «карибского пояса ураганов».

### Флора и фауна
Ландшафт его в основном зелёный, но сухой — подавляющую часть флоры острова составляют пальмы, гибискусы и кактусы, хотя в холмистых центральных районах есть несколько небольших лесов. Фауна представлена почти сотней видов птиц и несколькими видами ящериц, а также одичавшими домашними животными.

## История

### Колонизация острова
В Синт-Мартене были построены два важных форта: форт Амстердам — первая голландская военная база на Карибах и форт Виллем, на месте руин которого сейчас возведена телевизионная башня.

## Население
Население — 37 429 чел. (оценка на январь 2010), плотность населения 1100,85 чел./км².

### Демография
Население Синт-Мартена формировалось в результате смешения африканских рабов, голландцев, французов и англичан. Высокие темпы роста населения в последние десятилетия объясняются иммиграцией на остров большого числа выходцев из Доминиканской Республики, Гаити, Индии и англо-язычных островов Вест-Индии.

### Языки
Наиболее распространён английский язык (его местный диалект) — 67,5 %. Кроме английского используется испанский — 12,9 %, креольский — 8,2 %, нидерландский (официальный) — 4,2 %, папьяменто (смесь испанского, нидерландского, португальского и английского языков) — 2,2 %, французский — 1,5 % и другие — 3,5 % языки (2001).

### Религия
39 % населения относятся к римско-католической церкви, 44,8 % — протестанты (11,6 % — пятидесятники, 6,2 % — адвентисты, 27 % — другие протестанты), иудеи — 3,4 %, другие религии — 5,4 %, атеисты — 6,7 % (2001).

## Политическое устройство
В Синт-Мартене имеются собственные органы власти: вице-губернатор, местный совет и правительство.

## Экология
В северной части лагуны Салт-Понд раскинулся крошечный зоопарк Синт-Мартен и Ботанический сад, на территории которых содержится 35 видов рептилий, птиц и млекопитающих, включая редких обезьян с Сент-Китса.

## Транспорт
Длина автодорог — 53 км. На острове имеется единственный аэропорт, расположенный вплотную к пляжу Махо, из-за чего самолёты нередко пролетают буквально над головами туристов.